# Tre racconti (Flaubert)
Tre racconti è una raccolta di racconti di Gustave Flaubert. I racconti apparvero inizialmente divisi in episodi su due diversi giornali nel mese di aprile 1877 e furono pubblicati nella loro interezza il giorno 24 dello stesso mese dall'editore Georges Charpentier. Quest'opera, che Flaubert impiegò circa trent'anni a scrivere, costituisce la sua ultima produzione narrativa compiuta, poiché l'autore sarebbe morto tre anni dopo la sua pubblicazione.

## Genesi dell'opera

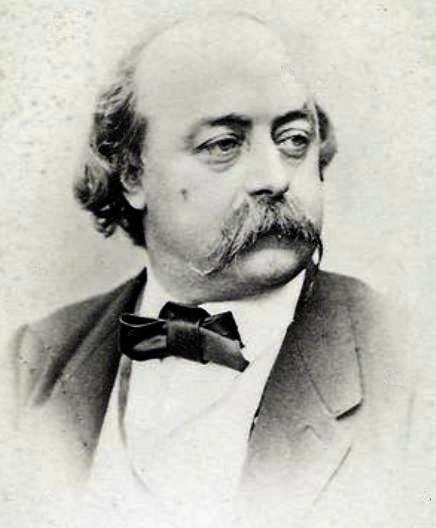
Gustave Flaubert attorno al 1865.

Il periodo di creazione dei Tre racconti è lungo poiché i primi abbozzi de La leggenda di san Giuliano Ospitaliere risalgono al gennaio 1844, quando Flaubert, alloggiato presso il padre a Rouen, scopre a poca distanza di tempo le vetrate della Cattedrale di Rouen raffiguranti la leggenda di Giuliano l'Ospitaliere e una statuetta di pietra del santo nella chiesa di Caudebec-en-Caux. D'altronde, Flaubert ha avuto per insegnante di disegno l'incisore di Rouen Hyacinthe Langlois, che aveva pubblicato un Saggio storico e descrittivo sulla pittura su vetro (Essai historique et descriptif sur la peinture sur verre ) nel quale si occupava particolarmente alle vetrate della Vita di san Giuliano di cui dà una riproduzione cara allo scrittore che l'utilizzerà per l'edizione di lusso della sua opera. Egli riprende il suo lavoro su San Giuliano nel maggio 1856, dopo la pubblicazione di Madame Bovary e dopo aver fatto le prime correzioni a La tentazione di sant'Antonio alla quale desidera inizialmente aggiungere il suo racconto su san Giuliano per un'edizione unica da far uscire nel 1857. Tuttavia, il processo a Madame Bovary non gli permette di finire questo progetto e la Leggenda di san Giuliano è posticipata. È solo nel 1875, mentre si affatica sulla redazione di Bouvard e Pécuchet, che decide di accordarsi una pausa e si rioccupa del progetto di San Giuliano durante un soggiorno estivo a Concarneau. Termina questo primo racconto che tratta del Medioevo il 20 febbraio 1876 e decide di affiancarlo con altre due novelle che saranno da una parte Un cuore semplice, nel più puro stile flaubertiano dello studio dei caratteri dei suoi contemporanei, e dall'altra Erodiade, che narra la decapitazione di san Giovanni Battista per ordine del tetrarca Erode Antipa nell'antichità.

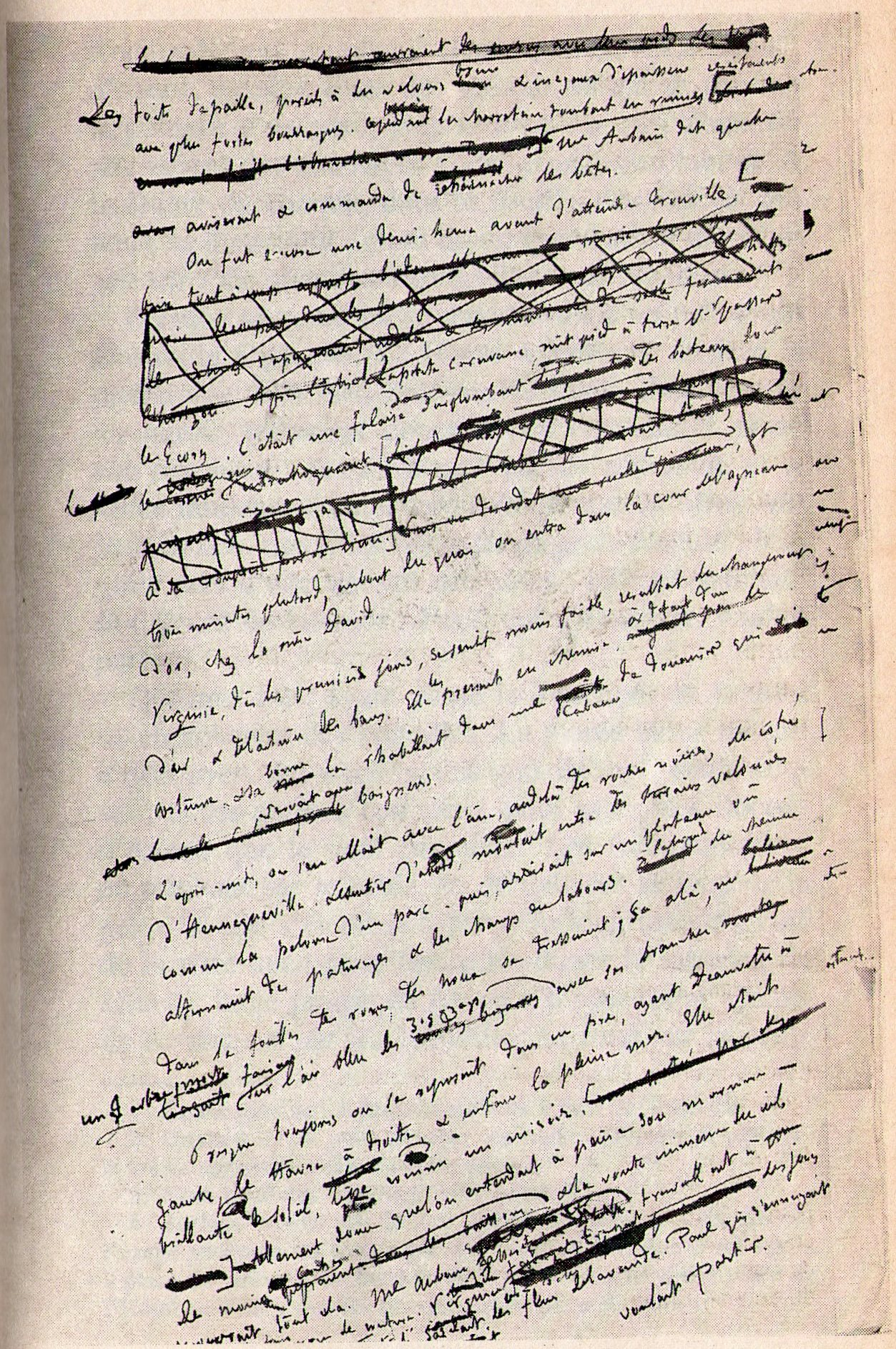
Pagina del manoscrito di Un cuore semplice (foto: Roger-Viollet).

Flaubert inizia allora immediatamente la scrittura di Un cuore semplice, nel quale immette un gran numero dei suoi ricordi d'infanzia e di persone conosciute in quel tempo. Per dare vita al personaggio di Félicité prende a modello Mademoiselle Julie, la domestica dei suoi genitori che l'aveva cresciuto prima di passare al suo servizio per oltre cinquant'anni fino alla sua morte. Egli stesso e la sua giovane sorella Carolina, morta nel 1846 a ventidue anni, sono i Paul e Virginie, dai nomi evocativi, della novella, e sua zia Allais sarà Madame Aubain. La scrittura, che si rivelerà più difficile di quanto pensasse, soprattutto per terminare la novella, si blocca dal febbraio all'agosto 1876. Intraprende allora senza indugio la stesura della terza parte del suo trittico alla quale pensa dal mese d'aprile e scrive a Madame Roger des Genettes: 
Ne comincia la redazione alla fine di ottobre del 1876 e la finisce il 15 febbraio 1877, per un volume da far uscire il 15 aprile. I Tre racconti sono pubblicati inizialmente sotto forma di episodi su due giornali: Un cuore semplice in sette episodi su Le Moniteur universel dal 12 al 19 aprile; Erodiade in cinque episodi sullo stesso giornale dal 21 al 27 aprile; La leggenda di san Giuliano Ospitaliere in quattro episodi su Le Bien public dal 19 al 22 aprile. Il suo editore Georges Charpentier pubblica il volume completo il 24 aprile 1877. L'accoglienza del pubblico è timida, specialmente a causa degli eventi politici del maggio 1877 (manifestazioni represse dall'esercito) e Flaubert ne rende responsabile il presidente Mac Mahon apostrofandolo come «Baiardo dei tempi moderni». L'accoglienza critica nel suo insieme è molto più favorevole al libro, benché molti restino dubbiosi, persino molto ostili, verso la terza novella che è generalmente considerata la più difficile da comprendere.

## Trama

### Un cuore semplice

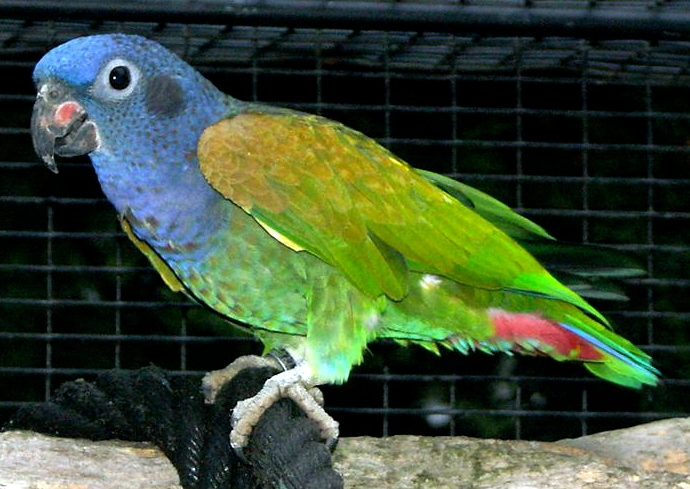
Lulù: «Il corpo era verde, l'estremità delle ali rosa, la fronte azzurra e la gola dorata».

Dopo un'infanzia miserevole in cui fu messa come semplice ragazza di fattoria nella campagna normanna dopo la morte dei suoi genitori, Félicité incontra ad un ballo un giovane che le piace e le chiede la sua mano. Al momento stabilito, lo spasimante non si presenta all'appuntamento, ed ella apprende che si è sposato con una vecchia zitella per pagare un uomo che faccia il servizio militare al posto suo. Tradita, Félicité abbandona la fattoria e parte per Pont-l'Évêque in cerca di un posto da domestica. Essendo le sue richieste molto basse, viene assunta da Madame Aubain, una giovane vedova madre di due bambini, Paul e Virginie, che vive delle sue rendite (i nomi dei personaggi rimandano ai protagonisti del romanzo di Bernardin de Saint-Pierre uscito nel 1789). Félicité si occupa dei suoi compiti con efficienza e parsimonia, e si affeziona ai bambini, che accudisce di tutto cuore.
Paul, per la sua istruzione, deve recarsi al collegio di Caen, e Virginie inizia il catechismo accompagnata da Félicité, che impara così i rudimenti della religione cattolica, che l'affascina ma che interpreta comunque a suo modo. Virginie deve a sua volta recarsi dalle suore per ricevere la sua istruzione, lasciando sola sua madre. Félicité, privata dei due bambini, trova allora un calore affettivo con suo nipote Victor, che le rende visita ogni tanto. Gli anni così passano, e nel 1819 Victor s'imbarca come marinaio di lungo corso. Félicité, in pena per questa partenza, corre da sola a piedi fino a Le Havre per dirgli addio. Un giorno riceve la triste notizia della morte di suo nipote a Cuba per i postumi della febbre gialla e si chiude nella tristezza. Qualche mese più tardi è la signora Aubain che riceve delle cattive notizie sulla salute di Virginie la cui debole costituzione sembra mal sopportare i suoi problemi polmonari. I medici raccomandano un soggiorno in Provenza per approfittare del clima, ma Madame Aubain declina la proposta quando sua figlia sembra rimettersi. Tuttavia il recupero è di breve durata, e Virginie è uccisa da una flussione di petto. Félicité veglia la piccola defunta per due giorni e due notti: sua madre precipita nella disperazione. Gli anni passano, al ritmo dei piccoli lavori di casa e degli eventi della prima metà del XIX secolo.
Nel 1828, la moglie del nuovo sottoprefetto Larsonnière, nominato a Pont-l'Évêque, fa visita a Madame Aubain. Le due cominciano a frequentarsi e stabiliscono un'amicizia borghese di provincia. La baronessa Larsonnière possiede un domestico nero e un pappagallo che affascina Félicité per il fatto di provenire dalle Americhe e di evocarle così il ricordo di suo nipote Victor. In seguito alla promozione del marito a prefetto, la baronessa Larsonnière lascia come regalo d'addio il pappagallo a Madame Aubain che, infastidita, ne fa dono alla sua serva. Félicité inizia così a prendersi amorevolmente cura del pappagallo Lulù. Un giorno che il pappagallo approfitta della sua libertà per scappare, Félicité rimane molto colpita dall'esperienza, da cui non si riprenderà mai del tutto. Successivamente, in seguito alle conseguenze di un raffreddore, diventa sorda. Tale condizione la porta a chiudersi sempre più nel suo mondo interiore, mentre il pappagallo diventa per lei sempre più come un figlio. Durante l'inverno del 1837, Lulù muore di congestione. Félicité lo fa impagliare e lo sistema nella sua modesta stanza tra oggetti religiosi e chincaglierie. Contemplando l'immagine dello Spirito Santo in chiesa, trova somiglianze coi colori sgargianti e le ali spiegate di Lulù. Acquistata l'immagine, la sistema nella sua stanza in modo da vedere contemporaneamente il pappagallo impagliato e l'immagine sacra che diventano per lei un tutt'uno.
Nel marzo del 1853, la Aubain muore con grande cordoglio di Félicité. Pochi giorni dopo la casa viene messa in vendita. Affranta di dover abbandonare la camera diventata il tabernacolo di Lulù, lo abbraccia e implora lo Spirito Santo. Prende quindi l'abitudine di pregare davanti al pappagallo. Per paura di essere sfrattata, si adegua a vivere senza chiedere la riparazione del tetto da cui filtra acqua che le bagna il capezzale e le causa una polmonite che dà inizio al suo degrado fisico. Durante i deliri dovuti alla malattia, Félicité non smette di trovare conforto in Lulù, ormai ridotto a brandelli dai tarli. Sul letto di morte, Félicité vede un enorme pappagallo librarsi in cielo.
- Lettura integrale di Valter Zanardi

### La leggenda di san Giuliano Ospitaliere

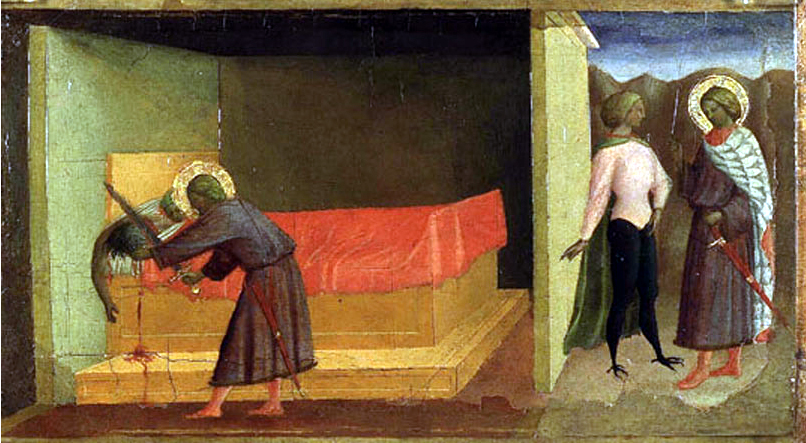
Giuliano l'Ospitaliere uccide i suoi genitori, di Masolino da Panicale, tempera su tavola del XV secolo (Musée Ingres).

Giuliano è il figlio di un signorotto locale. Alla sua nascita, due messaggeri soprannaturali fanno visita indipendentemente ai suoi genitori per annunciare che il loro figlio è promesso a un destino straordinario di conquistatore e di santo. L'uno e l'altra, entusiasmati dalla profezia, decidono tuttavia di non parlarne e si dedicano interamente all'educazione e alla libertà del loro figlio. Giuliano cresce in mezzo alla natura e sviluppa una passione inebriante per la caccia. Non potendo più controllare la sua smania di predatore, commette delle vere e proprie stragi nelle foreste dei dintorni, decimando ogni animale che arriva alla sua portata senza il minimo discernimento o la minima pietà. Allorché massacra un cervo, la sua femmina e il loro piccolo, egli si trova improvvisamente spogliato delle sue armi, il cervo ferito si gira verso di lui per incornarlo ma si ferma misteriosamente e gli lancia una maledizione: 
 Giuliano, spaventato, torna al castello e non ne esce per parecchi giorni. Finisce per riprendere i suoi studi e il suo addestramento fino al giorno in cui, credendo di vedere una cicogna, lancia un giavellotto che s'infila nella cuffia di sua madre che stava passando. Stupefatto di non averla uccisa, parte in esilio con una truppa di avventurieri di cui prende a poco a poco la testa, grazie alla dimostrazione della sua forza e del suo coraggio, mettendosi al servizio dei principi e dei re del mondo come mercenario.
Sempre vincitore delle più terribili lotte, battaglie e guerre, per anni sfida continuamente la morte per fuggire la maledizione. Un giorno, mentre difende l'«imperatore dell'Occitania» contro i «musulmani spagnoli » ed esce un'altra volta vincitore dal combattimento, il sovrano gli propone denaro, terra, e gloria come ricompensa. Rifiutando Giuliano ogni proposta, l'imperatore gli offre allora in matrimonio la propria figlia, alla quale non può resistere. Dopo le nozze, Giuliano e la sua sposa partono per il loro nuovo palazzo. Stanco, Giuliano vagheggia la sua vita precedente e nessun divertimento riesce a svagarlo. Inquietata da ciò, la sua sposa gliene chiede il motivo e Giuliano confessa la maledizione del cervo e il suo rifiuto di tornare alla caccia o al combattimento. Tuttavia, una sera in cui degli animali notturni si aggirano attorno al palazzo, non potendo più resistere, Giuliano se ne va con la sua faretra al richiamo della foresta oscura, sotto lo sguardo stupito della moglie a cui promette di tornare al mattino. L'indomani, due anziani si presentano al palazzo, che accolti dalla moglie di Giuliano si presentano come i genitori di Giuliano: felice per una tale sorpresa, essa li rifocilla e li ospita fastosamente offendo la sua camera e il suo letto per il riposo, e i genitori di Giuliano, meravigliati di vedere il loro figlio genero di un imperatore, attendono tranquillamente il suo ritorno. Dopo diversi giorni di caccia infruttuosa e frustrante – tutti gli animali gli sfuggono, dal cinghiale al lupo fino alla semplice pernice – furioso, Giuliano se ne torna al palazzo nell'oscurità della sera e scopre un uomo nel letto della sua sposa. Fuori di sé e divenuto pazzo dalla collera, pugnala alla cieca i due corpi che si trovano nel talamo matrimoniale. Arriva allora sua moglie, e alla luce della fiaccola che porta non può che constatare il suo errore ed il parricidio. Ordina di non parlargli più, di seppellire i suoi genitori, e dopo qualche giorno se ne va per sempre dalla sua dimora.

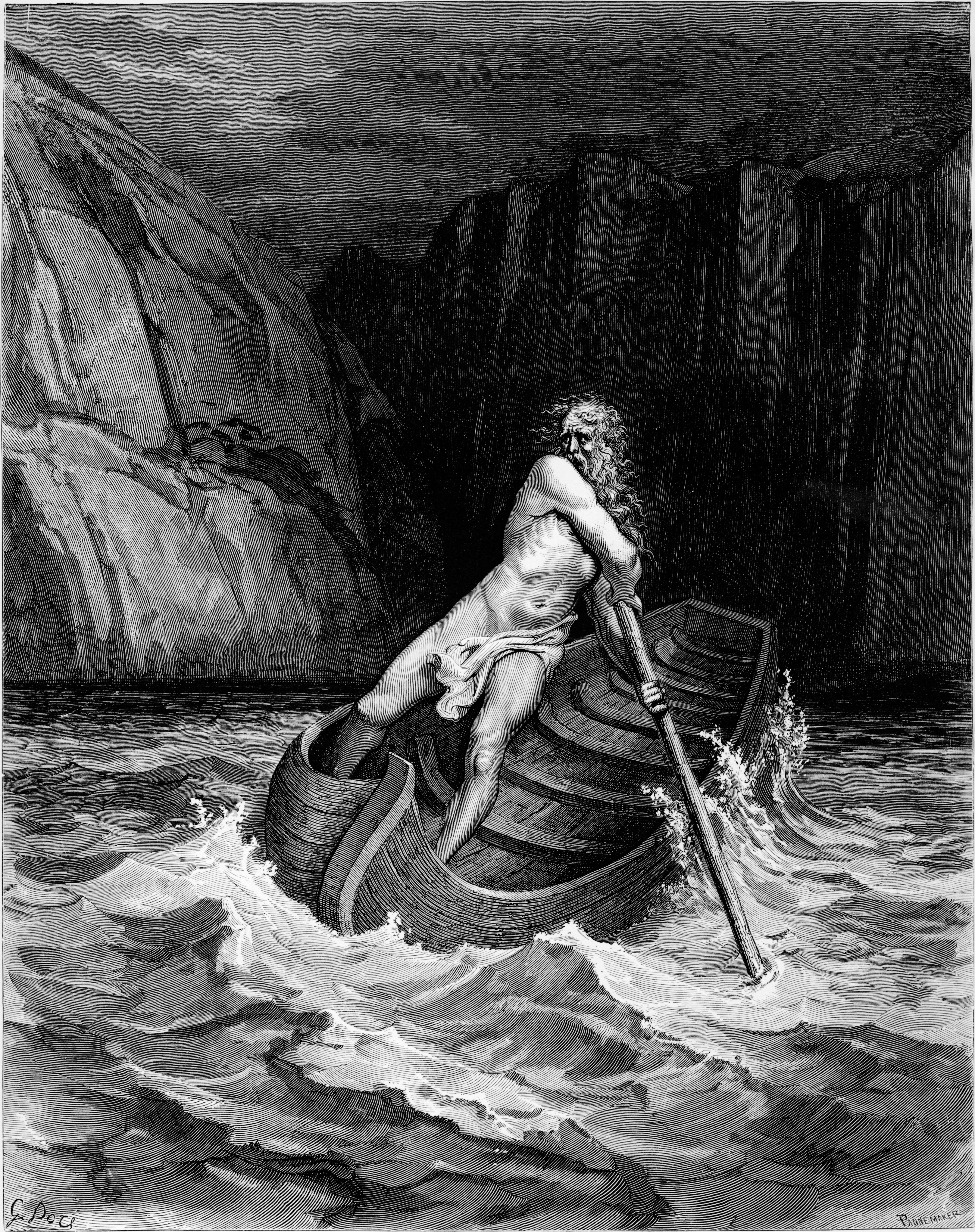
Giuliano, come Caronte traghettatore dell'Acheronte agli inferi (incisione di Gustave Doré).

Giuliano si fa mendicante, erra per il mondo, si mortifica ed espia la sua colpa con tutti i mezzi che il destino mette sulla sua strada. Divenuto vecchio e stanco, si trova un giorno presso un fiume che nessun barcaiolo o traghettatore vuol più attraversare da anni a causa del pericolo. Decide quindi, come Caronte agli inferi, di dedicarsi a questo compito, disincaglia una vecchia barca e sistema l'argine della riva per assicurare il passaggio. I viaggiatori arrivano e approfittano della traversata ripristinata e gratuita. Giuliano vive allora nella più totale privazione, come un eremita. Una notte di tempesta, una voce lo chiama dall'altra riva e gli chiede un passaggio. Giuliano arriva e scopre un lebbroso in cenci il cui portamento è però quello di una «regale maestà». Lo fa passare malgrado l'uragano che si scatena e l'uomo gli domanda ospitalità per la notte. Alla luce della capanna, scopre un uomo scarnificato, pieno di pustole suppuranti, il viso devastato, e l'alito nauseante. L'uomo ha fame; gli dà del pane nero. L'uomo ha sete; lo placa con una brocca miracolosamente riempita di vino. L'uomo ha freddo; gli offre tutto ciò che possiede e il suo letto. L'uomo si lamenta sempre del freddo e gli chiede di dargli il calore del suo corpo per le sue ossa di ghiaccio; Giuliano si spoglia e lo scalda petto contro petto, respiro contro respiro. Il lebbroso lo stringe più forte e si trasforma in meravigliosa luce e incenso. Giuliano sale al cielo con lui e si trova a faccia a faccia col Signore Gesù.
- Lettura integrale di Valter Zanardi

### Erodiade

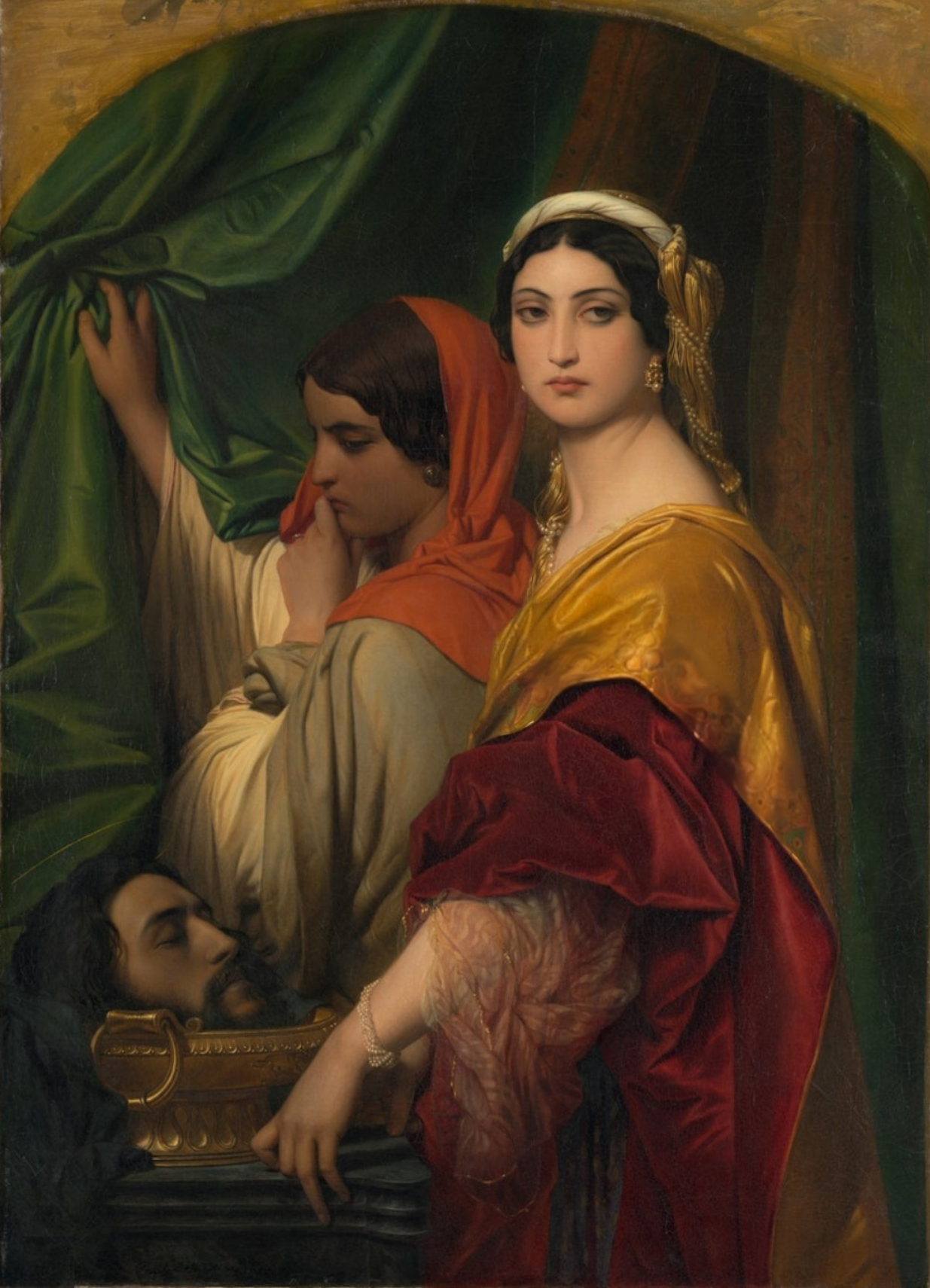
Erodiade (1843) di Paul Delaroche.

Nella sua fortezza di Macherus, sovrastante il mar Morto, Antipa tiene prigioniero Iaokanan (Giovanni Battista), che condanna pubblicamente la sua unione incestuosa con Erodiade, sua nipote, che fu inoltre in precedenza la moglie del di lui fratello, che ha abbandonato. Costei, non essendo mossa da altro che l'interesse, teme di essere ripudiata. Durante un grande banchetto Salomè, figlia di Erodiade e di Erode Filippo, danza per Antipas, poi chiede, e ottiene, la testa di Giovanni Battista che ha tanto voluto.
- Lettura integrale di Valter Zanardi

## Analisi

### Stile
I Tre racconti testimoniano una grande potenza evocativa, che si tratti del ritratto psicologico di Un cuore semplice, della violenza delle azioni di San Giuliano, o dell'atmosfera sovraccarica fino alla vertigine di Erodiade.
La scrittura di Flaubert è controllata e precisa. Essa comporta delle immagini forti, poco sorprendenti nel racconto fantastico di San Giuliano ( "Attraversò regioni così torride che sotto il calore del sole le capigliature si accendevano da sole, come torce"), più inattese nella narrazione realista doe Un cuore semplice ("I prati erano deserti, il vento agitava il fiume; nel fondo aleggiavano erbe lunghe come chiome di cadaveri a galla sull'acqua."); l'apparizione della testa alla fin di Erodiade è particolarmente impressionante, formulata con una frase semplicissima: "La testa entrò", dopo una suspense di grande intensità.

### Interpretazione
Per Michel Tournier, ognuno dei tre racconti si collega ad una delle opere precedenti dell'autore: Un cuore semplice con Madame Bovary, San Giuliano, con La tentazione di sant'Antonio, ed Erodiade con Salammbô. Per Samuel de Sacy, i Tre racconti «riassumono tutta l'arte flaubertiana: Un cuore semplice è lo psicologo intimista; Erodiade è lo storico, il pittore; San Giuliano, l'amatore di fiabe e del soprannaturale. Di volta in volta la sua infanzia, l'Antichita, il Medioevo, forniscono lo sfondo.». Anche l'ordine è molto interessante. La prima opera è Un cuore semplice, il cui svolgimento è contemporaneo a Flaubert. Poi, San Giuliano ha per cornice il Medioevo. Infine Erodiade si pone in un quadro antico e lontano. Man mano che ci si addentra nell'opera, ci si allontana nel tempo.

## Adattamenti

### Opera lirica
Dal racconto Erodiade fu tratta l'opera omonima da parte del compositore Jules Massenet.
La leggenda di san Giuliano Ospitaliere è tra le fonti dell'opera Giuliano di Riccardo Zandonai.

### Cinema
- Un cœur simple, film francese diretto da Marion Laine nel 2007.

Teatro
- Un cuore semplice, scritto da Luca De Bei. Lo spettacolo è andato in scena nel 2007 prodotto dal Teatro Eliseo di Roma con la regia di Luca De Bei e interpretato da Maria Paiato.